# Performance (Film)
Performance ist ein britisches Filmdrama; James Fox spielt die Hauptrolle, Mick Jagger, bekannt vor allem als Frontmann der Band The Rolling Stones, gab neben ihm sein Schauspieldebüt. Donald Cammell schrieb das von Antonin Artaud beeinflusste Drehbuch und führte Regie mit Nicolas Roeg. Das Studio Goodtimes Enterprises produzierte den Film mit einem Budget von £750.000; wegen seines umstrittenen Inhalts wurde der im Jahr 1968 abgedrehte Film erst im August 1970 veröffentlicht, im Verleih der Warner Bros.

## Handlung
Chas ist Mitglied einer Gang im Londoner East End. Als Geldeintreiber für den Bandenchef Harry Flowers wendet er routiniert Gewalt an. Flowers beschließt, sich ein Wettbüro einzuverleiben, verbietet Chas jedoch, bei der gewaltsamen Übernahme mitzuwirken, weil der Besitzer des Wettbüros und Chas eine heimliche „Affäre“ hatten. Der Gangster Chas mischt sich dennoch ein und schlägt ihn zusammen, um zu zeigen, dass er nicht emotional mit ihm verbunden ist, woraufhin er seine Wohnung verwüstet vorfindet und verprügelt wird. Chas erschießt einen der Angreifer und packt eilig seinen Koffer, um ins Ausland zu fliehen. Am Bahnhof hört er zufällig von einer leerstehenden Wohnung und beschließt, stattdessen dort unterzutauchen. Unter dem neuen Namen Johnny Dean stellt er sich bei der Wohngemeinschaft vor: Turner, ein unzugänglicher, ehemaliger Rockstar (gespielt von dem Rockstar Mick Jagger), lebt mit zwei Frauen, Pherber und Lucy, zusammen in einer Ménage à trois. Chas wird mit der androgynen Pherber intim, wobei Aspekte von Bisexualität suggeriert werden. Nach Verabreichung halluzinogener Pilze beginnt Chas eine Beziehung mit Lucy, schießt auf Turner und wird von Flowers Mannen aufgespürt, die ihn am Ende des Films verschleppen.

## Soundtrack
Der Soundtrack erschien bei Warner Bros. Records am 19. September 1970. Das Album enthält Stücke von Mick Jagger, Ry Cooder, Randy Newman, The Last Poets, Buffy Sainte-Marie und Merry Clayton:
Seite 1
1. Gone Dead Train, 2:56 – Randy Newman
2. Performance, 1:49 – Merry Clayton
3. Get Away, 2:09 – Ry Cooder
4. Powis Square, 2:25 – Ry Cooder
5. Rolls Royce and Acid, 1:50 – Jack Nitzsche
6. Dyed, Dead, Red, 2:35 – Buffy Sainte-Marie
7. Harry Flowers, 4:03 – Jack Nitzsche, Randy Newman

Seite 2
1. Memo from Turner, 4:08 – Mick Jagger
2. Hashishin, 3:39 – Buffy Sainte-Marie, Ry Cooder
3. Wake Up, Niggers, 2:47 – The Last Poets
4. Poor White Hound Dog, 2:50 – Merry Clayton
5. Natural Magic, 1:40 – Jack Nitzsche
6. Turner's Murder, 4:15 – Merry Clayton Singers

## Auszeichnungen
Das British Film Institute wählte Performance im Jahre 1999 auf Platz 48 der besten britischen Filme des 20. Jahrhunderts.

## Kritik
Der Evangelische Film-Beobachter bemerkt lapidar, bei dem Werk handle es sich um ein „Pop-Märchen mit einigen gesellschaftskritischen Nebenbemerkungen.“